# Dorabji Tata
Sir Dorabji (Dorab) Tata (Bombay, Brits-Indië, 27 augustus 1859 – Bad Kissingen, 3 juni 1932) was een Indiaas zakenman en een sleutelfiguur in de geschiedenis en ontwikkeling van de Tata-groep. Dorabji Tata werd in 1910 geridderd voor zijn bijdragen aan de industrie in Brits Indië.

## Jeugd en opleiding
Dorab, of Sir Dorabji, zoals hij later bekend zou komen te staan, was de oudere zoon van Hirabai en de Parsi zoroastriër Jamsetji Nusserwanji Tata. Via zijn tante Jerbai Tata, die getrouwd was met de handelaar Dorabji Saklatvala uit Bombay, was hij een neef van Shapurji Saklatvala, een communistisch lid van het Britse parlement.
Tata voltooide zijn middelbare school aan de Proprietary High School in Bombay (het hedendaagse Mumbai) voordat hij in 1875 naar Engeland vertrok, waar hij privé werd onderwezen. Hij werd in 1877 toegelaten tot het Gonville and Caius College in Cambridge, waar hij twee jaar doorbracht voor hij in 1879 weer terugkeerde naar Bombay. Hij vervolgde zijn studie bij St. Xavier's College in Bombay, waar hij in 1882 zijn graad behaalde.
Na zijn afstuderen werkte Dorab twee jaar als journalist bij de Bombay Gazette. In 1884 trad hij toe tot de katoenhandel binnen de firma van zijn vader. Hij werd eerst naar Pondicherry gestuurd, destijds een Franse kolonie, om vast te stellen of een katoenmolen daar winstgevend zou zijn. Vervolgens werd hij naar Nagpur gestuurd, om de katoenhandel onder de knie te krijgen bij de Empress Mills die door zijn vader in 1877 waren opgezet.

## Huwelijk
Dorabji's vader Jamshetji bezocht de staat Mysore in Zuid-India op een zakenreis, en ontmoette daar dr. Hormusji Bhabha, de eerste Indiase inspecteur-generaal voor onderwijs van die staat, en ook een Parsi. Toen hij het huishouden van Bhabha bezocht, ontmoette hij diens enige dochter, de jonge Meherbai, die zijn goedkeuring kon wegdragen. Na terugkomst in Bombay stuurde Jamshetji zijn zoon naar Mysore om bij de Bhabha-familie langs te gaan. Dit deed Dorab en trouwde vervolgens in 1897 met Meherbai. Het echtpaar bleef kinderloos.
Meherbai's broer Jehangir Bhabha werd een bekend advocaat. Hij was de vader van wetenschapper Homi J. Bhabha, en zo was Dorabji via zijn huwelijk de oom van Homi Bhabha. Deze familieband verklaart waarom de Tata-groep zijn onderzoek rijkelijk financierde, alsook de door hem opgerichte onderzoeksinstellingen, waaronder het Tata Institute of Fundamental Research.

## Carrière
Dorabji was nauw betrokken bij de uitvoering van de ideeën van zijn vader met betrekking tot het opzetten van een moderne ijzer- en staalindustrie, en hij was het eens met de noodzaak van waterkrachtcentrales om stroom op te wekken voor de industrie. Aan Dorab wordt de oprichting van de conglomeraten Tata Steel (1907 naar ideeën van zijn vader) en Tata Power (1911) toegeschreven, die het fundament vormen van de Tata-groep zoals die tegenwoordig bestaat. Dorabji staat erom bekend dat hij de mineralogen persoonlijk begeleidde in hun zoektocht naar ijzerertsvelden, en er wordt gezegd dat zijn aanwezigheid de onderzoekers aanmoedigde om in gebieden te zoeken die anders verwaarloosd zouden zijn. Onder de leiding van Dorabji groeide het bedrijf dat eens drie katoenmolens en het Taj Hotel Bombay omvatte tot het grootste private bedrijf in de Indiase staalindustrie, drie energiebedrijven en een van de belangrijkste verzekeraars van India. Hij richtte in 1919 New India Assurance Co Ltd. op, de grootste algemene verzekeraar van India. Dorabji Tata werd in januari 1910 door Eduard VII van het Verenigd Koninkrijk geridderd, waarmee hij Sir Dorabji Tata werd.

## Interesse buiten het bedrijfsleven
Dorabji had grote interesse in sport en was een pionier in de Indiase Olympische beweging. Als voorzitter van de Indian Olympic Association financierde hij de Indiase delegatie naar de Olympische Zomerspelen van Parijs in 1924. De leden van de Tata-familie waren, zoals de meeste Indiase zakenlieden, Indiase nationalisten, maar vertrouwden het Congres niet omdat deze te agressief vijandig was ten opzichte van de Raj, te veel socialistisch en te veel voorstander van vakbonden.

## Overlijden
Meherbai Tata overleed in 1931 aan leukemie op de leeftijd van 52 jaar. Kort na haar overlijden richtte Dorabji het fonds Lady Tata Memorial Trust op om het onderzoek naar bloedziekten te stimuleren.
Op 11 maart 1932, een jaar na het overlijden van Meherbai en kort voor zijn eigen overlijden, richtte hij een fonds op dat gebruikt moest worden "without any distinction of place, nationality or creed" (zonder enig onderscheid van plaats, nationaliteit of religie) voor het stimuleren van onderwijs en onderzoek, noodhulp en andere menslievende doelen. Dit fonds staat anno 2015 bekend als het Sir Dorabji Tata Trust. Daarnaast voorzag Dorabji in de basisfinanciering voor de oprichting van het belangrijkste onderzoeksinstituut van India op het gebied van exacte en toegepaste wetenschappen, het Indian Institute of science in Bangalore.
Dorabji overleed op 3 juni 1932 op 73-jarige leeftijd in Bad Kissingen, Duitsland. Hij is naast zijn vrouw Meherbai begraven in het Brookwood Cemetery in Woking, Engeland.
- Bibliothèque nationale de France: cb17807509p (data)
- Library of Congress Control Number: n84086474
- Virtual International Authority File: 40774977
- WorldCat: E39PBJkXBQkwdmkYJmwBJ9hbVC